# Звір (фільм, 2022)
«Звір» (англ. Beast) — художній фільм режисера Балтазара Кормакура. Головні ролі виконали Ідріс Ельба, Шарлто Коплі, Іяна Халлі, Ліа Сава Джефріс.
Фільм вийшов у прокат 19 серпня 2022.

## Сюжет
Нейт, який недавно втратив дружину, повертається до Південної Африки, де він вперше її зустрів. Разом із двома дочками-підлітками він їде до заповідника, яким керує старий друг сім'ї. Однак незабаром лютий лев, що полює на людей, починає нападати на них і пожирати всіх на своєму шляху. Їхній шлях до порятунку перетворюється на боротьбу, в якій їхня стійкість буде перевірена на міцність.

## У ролях
- Ідріс Ельба — доктор Нейт Семюелс
- Іяна Халлі — Мередіт Семюелс
- Ліа Сава Джефріс — Нора Семюелс
- Шарлто Коплі — Мартін Беттлз

## Виробництво та прем'єра
У вересні 2020 року стало відомо, що Ідріс Ельба виконає головну роль у новому фільмі кінокомпанії Universal Pictures під назвою «Звір». В основі сюжету оригінальна ідея Хайме Примак-Салліван, режисером виступив Балтазар Кормакур. У червні 2021 року до акторського складу приєдналися Шарлто Коплі, Айана Халлі та Ліа Сава Джефріс. Зйомки розпочалися 1 червня 2021 року у Південній Африці та тривали десять тижнів. Зйомки проходили у сільських провінціях Лімпопо та Північний Кейп, а також у Кейптауні.
Прем'єра фільму відбулася 19 серпня 2022.